# Enrico Castelnuovo
Enrico Castelnuovo (Roma, 26 maggio 1929 – Torino, 15 giugno 2014) è stato uno storico dell'arte italiano.

## Biografia
Dopo aver conseguito la laurea a Torino nel 1951 con Anna Maria Brizio, perfezionò i suoi studi a Firenze sotto la guida di Roberto Longhi.
Docente di storia dell'arte medievale, insegnò a Losanna, Ginevra, Torino e, dal 1983, alla Normale di Pisa, dove fu professore emerito.
Rivolse i suoi interessi principalmente, ma non esclusivamente, al Medioevo. Valorizzò le componenti storico-sociologiche della storia dell'arte, considerando in particolare la storia della produzione e della ricezione dell'opera d'arte, il ruolo dei committenti, degli artisti e del pubblico. Su questi aspetti, la raccolta di saggi Arte, industria, rivoluzioni. Temi di storia sociale dell'arte (1985; nuova ed. 2007).
Tra le opere di specifico soggetto medievale: i quattro volumi di Arti e Storia nel Medioevo (2002-04); Artifex bonus. Il mondo dell'artista medievale (2004); Cattedrali di luce. Viaggio tra le vetrate medievali (2007); Medioevo/Medioevi. Un secolo di esposizioni d'arte medievale (2008, con Alessio Monciatti).
Diresse importanti opere generali: Il Duecento e il Trecento, 1986, e Ottocento, 1990, della Pittura in Italia Electa; Storia del disegno industriale, 1989-91; il Dizionario della pittura e dei pittori Larousse Einaudi, 1989-94
Con Paola Barocchi promosse iniziative per lo studio e il restauro del complesso monumentale del Camposanto pisano, curando il volume Il Camposanto di Pisa (1996). Curò altresì la realizzazione di numerose esposizioni di arte medievale e moderna.
Fu membro corrispondente dell'Accademia dei Lincei e socio dell'Accademia delle Scienze di Torino, dell'Accademia di San Luca e dell'Accademia del Disegno di Firenze.
Nel 2012 gli venne dedicato il volume Per Enrico Castelnuovo. Scritti di allievi e amici pisani.
Tra i suoi allievi, Enrica Pagella, Maria Monica Donato (che gli succedette in cattedra alla Scuola Normale), Fabrizio Crivello, Alessio Monciatti, Michele Bacci e Michele Tomasi. 

## Opere principali
- Un pittore italiano alla corte di Avignone. Matteo Giovannetti e la pittura in Provenza nel secolo XIV, Collana Saggi n.317, Einaudi, Torino, 1962, Premio Viareggio Opera Prima 1963[5]; IIª ed. Collana Biblioteca di storia dell'arte, Einaudi, Torino, 1991.
- La Pittura in Italia: l'Ottocento, Electa, Milano, 1991.
- Arte, industria, rivoluzioni. Temi di storia sociale dell'arte, Einaudi, Torino, 1985; postfazione di Orietta Rossi Pinelli, Edizioni della Normale, Pisa, 2007.
- Vetrate medievali. Officine, tecniche, maestri, Einaudi, Torino, 1994, ISBN 978-88-061-3214-9; IIª ed. Collana Saggi, Einaudi, 2008.
- La cattedrale tascabile. Scritti di storia dell'arte, Sillabe, Livorno, 2000.
- Arte delle città, arte delle corti tra XII e XIV secolo, Einaudi, Torino, 1983; Collana Piccola Biblioteca.Nuova Serie, Einaudi, 2009.
- Artifex bonus. Il mondo dell'artista medievale, Collana Grandi Opere, Laterza, Roma, 2004.
- con E. Pagella ed E. Rossetti Brezzi, Corti e città. Arte del Quattrocento nelle Alpi Occidentali, SKIRA, Milano, 2006.
- Ritratto e società in Italia. Dal Medioevo all'avanguardia, a cura di Fabrizio Crivello e Michele Tomasi, Collana Piccola Biblioteca.Nuova Serie, Einaudi, Torino, 2015, ISBN 978-88-061-5916-0.

### Curatele
- Dizionario della pittura e dei pittori, Collana Grandi Opere, 8 voll., Einaudi, Torino, 1997
- La pittura in Italia. Le origini, BNA-Electa, Milano, 1985
- I mesi di Trento, Collana Storia dell'Arte e della Cultura, Temi Editrice, Trento, 1986
- Castellum Ava. Il Castello di Avio e la sua decorazione pittorica, Temi Editrice, Trento, 1987
- Imago lignea, Temi Editrice, Trento, 1989
- Ori e argenti. Il tesoro del Duomo di Trento, CRT-Temi Editrice, Trento, 1991.
- Niveo De Marmore. L'uso artistico del marmo di Carrara dall'XI al XV secolo, Edizioni Colombo, Genova, 1992
- Il Duomo di Trento, 2 voll., CRT-Temi Editrice, Trento, 1993
- Il Castello del Buonconsiglio, 2 voll., CRT-Temi Editrice, Trento, 1995-1996
- Enrico Castelnuovo - Clara Baracchini, Il Camposanto di Pisa, Collana Biblioteca di storia dell'arte, Einaudi, Torino, 1996
- La pittura in Italia. L'Ottocento, Electa, Milano, 1997
- con Giuseppe Sergi, AA.VV., Arti e storia del Medioevo Collana Grandi Opere, IV voll., Einaudi, Torino, 2002-2004
- Medioevo/Medioevi. Un secolo di esposizioni d'arte medievale, Collana Seminari e convegni, Scuola Normale Superiore, Pisa, 2008

## Riconoscimenti
Nel 1991 l'Accademia dei Lincei gli assegnò, insieme a Paola Barocchi, il Premio Feltrinelli per la Critica dell'Arte e della Poesia.